# Лоутер, Джеймс, 1-й граф Лонсдейл
Джеймс Лоутер, 1-й граф Лонсдейл (англ. James Lowther, 1st Earl of Lonsdale; 5 августа 1736 — 24 мая 1802) — английский землевладелец и политик.
Титулы: 5-й баронет Лоутер из Лоутера, графство Уэстморленд (с 12 марта 1751 года), 1-й барон Лоутер из Лоутера, Уэстморленд (с 24 мая 1784), 1-й граф Лонсдейл, графства Уэстморленд и Ланкашир (с 24 мая 1784), 1-й барон Кендал, графство Уэстморленд (с 24 мая 1784), 1-й виконт Лоутер, графство Уэстморленд (с 24 мая 1784), 1-й виконт Лонсдейл, графства Уэстморленд и Ланкашир (с 24 мая 1784), 1-й барон Бург, графство Камберленд (с 24 мая 1784), 1-й виконт Лоутер из Уайтхейвена (с 26 октября 1797), 1-й барон Лоутер из Уайтхейвена (с 226 октября 1797 года).

## Биография
Родился 5 августа 1736 года. Старший сын политика и колониального губернатора Роберта Лоутера (1681—1745), и Кэтрин Пеннингтон (? — 1764). Он получил образование в колледже Питерхаус, Кембридж.
В 1745 году он унаследовал от своего отца титул баронета и поместья, включая Лоутер-Холл, принадлежавший его родственнику Генри Лоутеру, 3-му виконту Лонсдейлу (16894-1751). Это наследство включало плантацию Крайстчерч, плантацию рабов на Барбадосе. Он также унаследовал поместья сэра Уильяма Лоутера, 3-го баронета из Марска (17527-1756) и поместья своего двоюродного брата, сэра Джеймса Лоутера, 4-го баронета из Уайтхейвена (1673—1755).
Джеймс Лоутер заседал в Палате общин Великобритании от Камберленда (1757—1761, 1762—1768, 1774—1784), Уэстморленда (1761—1763, 1774—1775), Кокермута (1769—1774) и Хаслемира (1780).
7 сентября 1761 года он женился на Мэри Крайтон-Стюарт (1741 — 5 апреля 1824), дочери Джона Стюарта, 3-го графа Бьюта (1713—1792), и Мэри Уортли-Монтегю, 1-й баронессы Маунт-Стюарт (1718—1794).
Ему были пожалованы титулы 1-го графа Лонсдейла 24 мая 1784 года и 1-го виконта Лоутера 26 октября 1797 года. На наследование последнего титула получил разрешение его троюродный брат Уильям Лоутер, 2-й баронет из Литтл-Престона.
9 июня 1792 года он дрался на дуэли с гвардейским капитаном Катбертом, когда последний отказался пропустить карету первого по Маунт-стрит в Лондоне, где происходили беспорядки. Граф спросил его, знает ли он, кто он такой, что привело к неприятному обмену словами, после которого граф почувствовал себя обязанным вызвать капитана на дуэль. Пистолетная пуля прошла через полы пальто Катберта, но после перестрелки оба мужчины не пострадали. Дуэль завершилась рукопожатием. В январе 1798 года он устроил ещё одну дуэль с сэром Фредериком Флетчер-Вейном в Гайд-парке .
Он был известен как «Злой Джимми», «Плохой граф», «Мрачный граф» и «Джимми» или «Джемми Хватай, граф Поганка».

## Смерть
24 мая 1802 года Джеймс Лоутер скончался, не имея детей от жены. Его титулы графа и баронета вымерли, но на титул виконта Лоутера унаследовал его троюродный брат Уильям Лоутер, 2-й виконт Лоутер (1757—1844), который в 1807 году получил титул 1-го графа Лонсдейла. Последний, угольный магнат, также унаследовал замок Лоутер, который он перестроил в 1806—1814 годах.